# Under the Jaguar Sun
Under the Jaguar Sun è il tredicesimo album in studio del gruppo musicale canadese Nadja, pubblicato nel 2009.

## Tracce
Disco 1 - Tezcatlipoca (Darkness)
1. SUN1jaguar – 9:24
2. SUN2windstorm – 14:41
3. SUN3fieryrain – 6:06
4. SUN4flood – 14:22
5. SUN5earthquake – 15:25

Disco 2 - Quetzalcoatl (Wind)
1. Ocelotonatiuh – 9:24
2. Ehecatonatiuh – 14:41
3. Quiuhtonatiuh – 6:06
4. Atonatiuh – 14:22
5. Nahui-Ollin – 15:25

## Formazione

### Gruppo
- Aidan Baker – voce, batteria, chitarra, flauto
- Leah Buckareff – voce, basso